# Ringicula aethiopica
Ringicula aethiopica is een slakkensoort uit de familie van de Ringiculidae. De wetenschappelijke naam van de soort is voor het eerst geldig gepubliceerd in 1902 door Martens.